# Rosalia Porcaro
Rosalia Porcaro, italijanska igralka, * 27. januar 1966, Casoria.